# Mauricio Rodriguez

Mauricio Alejandro Rodríguez Saenz (La Paz, 30 de marzo de 1981) es un bajista, compositor  y docente boliviano. 

## Biografía
Nació en La Paz Bolivia el 30 de marzo de  1981 y comienza sus estudios en el instrumento a la edad de 15 años entrando posteriormente al Conservatorio Nacional de Música de La Paz Bolivia donde profundiza sus estudios con maestros como Einar Guillen , Eugenio Cabrera,Enrique Luna, Marina Moussaeva, para continuar sus estudios sobre composición en la universidad Loyola donde obtiene su licenciatura en Música, es actualmente docente de la carrera de bajo eléctrico en el Conservatorio Plurinacional de Música, a tocado con renombrados músicos de la escena nacional como Matamba participando en numerosos conciertos a lo largo de Sudamérica, es también bajista del virtuoso guitarrista Felipe Zúñiga; y actualmente Mauri Sáenz trabaja en su lanzamiento como músico solista con su material llamado Universo Sonoro, compuesto y orquestado solo con bajos eléctricos, es endorser de la afamada marca del lutier Boliviano Claudio Palazzolo.

## Carrera profesional
Graba su primer Demo “Universo” con la banda de rock progresivo Sarathustra el año 1999 y desde ese momento ha estado ligado con el género del Rock progresivo.
Ha participado como sesionista en la grabación de varios discos y así mismo como músico invitado en presentaciones en directo.
Como músico en vivo participó con Matamba un músico muy influyente en el movimiento del reggae boliviano y desde el año 2013 es parte de la banda Felipe Zúñiga & Electric Band.
También participó en la musicalización y arreglo para obras de dramaturgia.

## Docencia
Paralelamente a su carrera profesional como artista, desarrolla una carrera como docente de Bajo eléctrico en el Conservatorio Plurinacional de Música de Bolivia.
Ha colaborado con el músico peruano de jazz Enrique Luna en dos libros:"Armonía bicordal" y "Ensamble de bajo".
Personalmente trabajó en un método propio de bajo titulado Método de enseñanza de bajo eléctrico. publicado el año 2014.

## Discografía
- 1999 .- Demo Universo como bajista en la banda Sarathustra.
- 2000.-  LP Universo Sonoro como solista.
- 2003.- LP Lotus como bajista en la banda Outside.
- 2009.- Demo Magma como bajista en la banda Magma.
- 2009.- Libro + Cd, "Armonía bicordal" y "Ensamble de bajos" en colaboración con Enrique Luna.
- 2013.- LP Machine como bajista en la banda Dark Half.
- 2014.- LP Felipe Zuñiga como bajista en la banda Felipe Zúñiga & Electric Band.

## Equipamiento

### Bajos Eléctricos
- 1) Bajo fretless de Cuatro cuerdas: Brazo de Pau Ferro y Purple hard, pastillas EMG y piezo acústico Custom realizado por Claudio Palazzolo Instrumentos Musicales.

- 2) Bajo de 5 cuerdas brazo Pau Ferro, cuerpo roble brasileño pastillas Seymour Duncan, Custom por Claudio Palazzolo Instrumentos Musicales..

- 3) Bajo de 6 cuerdas Ibanez, serie Prestige, cuerpo Caoba, brazo Palo de rosa, pastillas EMG, cuerdas Fodera.

### Sistema de Monitoreo
Inalámbrico AKG
Sennheiser ew300 IBM G3

### Sistema de Amplificación
Hartke 8x10